# Kompleks Sportowy im. Sułtana Kabusa ibn Sa’ida
Kompleks Sportowy im. Sułtana Kabusa ibn Sa’ida (arab. مجمع السلطان قابوس الرياضي) – kompleks sportowy w Maskacie, stolicy Omanu. Nosi imię Kabusa ibn-Saida, sułtana Omanu. Wśród obiektów kompleksu znajduje się wielofunkcyjny stadion, basen, sale gimnastyczne, boiska do uprawiania różnych sportów zespołowych, korty tenisowe oraz klinika sportowa.

## Stadion
Obiekt wyposażony jest w bieżnię lekkoatletyczną. Jego pojemność wynosi 39 000 widzów i jest to największy stadion w kraju. Swoje mecze rozgrywa na nim drużyna Muscat Club oraz reprezentacja Omanu. Na stadionie rozgrywane były spotkania Pucharu Zatoki Perskiej w roku 1996 i 2009.